# Automated Imaging Association
Die Automated Imaging Association (AIA) ist der weltweit größte Branchenverband für industrielle Bildverarbeitung mit über 330 Mitgliedern aus 32 Ländern, darunter Systemintegratoren und Hersteller von Kameras, Beleuchtungen und anderen Komponenten, sowie OEMs und Distributoren. Der Sitz der AIA befindet sich in Ann Arbor, Michigan.

## Standards
Die Protokolle CameraLink, USB3 Vision und GigE Vision werden von der AIA verwaltet. Diese Standards sind nur für Mitglieder der AIA einsehbar und nicht öffentlich zugänglich.